# Jacek Lang (prawnik)
Jacek Marian Lang (ur. 1938) – polski prawnik, profesor nauk prawnych, profesor zwyczajny Uniwersytetu Warszawskiego, specjalista w zakresie prawa administracyjnego.

## Życiorys
W 2005 prezydent RP nadał mu tytuł naukowy profesora nauk prawnych. Został profesorem zwyczajnym Uniwersytetu Warszawskiego. Podjął także zatrudnienie jako nauczyciel akademicki Wyższej Szkoły Administracji Publicznej w Ostrołęce. W okresie 2009 - 2012 prowadził wykłady oraz seminaria dyplomowe z prawa i postępowania administracyjnego w WSZiP im. Heleny Chodkowskiej w Warszawie.
W 2009 ukazała się na jego cześć publikacja pt. Współczesne zagadnienia prawa i procedury administracyjnej : księga jubileuszowa dedykowana prof. zw. dr. hab. Jackowi M. Langowi, red. Marek Wierzbowski ISBN 978-83-7601-842-3.

## Wybrane publikacje
- Współdziałanie administracji ze społeczeństwem (1985)
- Wnioski obywatelskie w administracji państwowej : studium z zakresu nauki administracji i prawa administracyjnego (1976)
- Struktura prawna skargi w prawie administracyjnym (1972)
- Prawo administracyjne, red. nauk. Marek Wierzbowski (współautor, 2015)
- Prawo geodezyjne i kartograficzne (współredaktor nauk., 2013)
- Postępowanie administracyjne i postępowanie przed sądami administracyjnymi (red. nauk., 2013)
- Postępowanie administracyjne : zarys wykładu (współautor: Eugeniusz Bojanowski, 1999)
- Polskie prawo administracyjne (współautor, 1995)
- Kontrola administracji (współautor, 1986)[2].